# 미시적 기초
미시적 기초(microfoundations)란 경제학에서 가계, 기업 등의 개인 경제주체의 행동에 대한 미시경제학적 분석을 가리키며, 거시경제학 이론을 뒷받침한다.
최근 수십 년 동안 거시 경제학자들은 개인 행동의 미시 경제 모델을 결합하여 거시 경제 변수 간의 관계를 도출하려고 시도했다. 현재, 다양한 이론을 대표하는 많은 거시 경제 모델 은 경제학자들이 거시 경제 및 미시 경제 데이터 모두로 테스트할 수 있도록 미시 경제 모델을 집계하여 파생된다 . 그러나 미시적 기초 연구는 "미시-거시" 연결에 대해 다양한 견해를 가진 경영진, 전략 및 조직 학자들과 여전히 많은 논쟁을 벌이고 있다. 미시적 기초에 대한 연구는 경제학 분야 밖에서도 인기를 얻고 있으며 최근 개발에는 운영 관리 및 프로젝트 연구가 포함된다.
미시적 기초 프로젝트는 신고전파 미시경제학이 케인즈주의 거시경제학과 융합되었다고 일반적으로 믿어지는 2차 세계대전 이후 신고전학파 종합에서 시작되었다. 그러나 일반 균형 이론은 경제 전체를 이론화하려고 시도하고 거시 경제학의 대안으로 간주되기 때문에 종합에 또 다른 경향을 제시한다. 이 접근 방식은 미시적 기초를 탐색하는 방아쇠로 간주되지만 "미시적 거시적" 연결의 갭 개념은 다양한 이론과 모델에서 탐구되어 왔으며 계속해서 탐구되고 있다.
미시적 기초 연구에 대한 특히 영향력 있는 옹호 중 하나는 로버트 루카스의 전통적인 거시경제학적 예측 모델에 대한 비판이었다. 1970년대 필립스 곡선 관계의 명백한 이동 이후, 루카스는 거시 경제 데이터에서 관찰된 총 변수 간의 상관 관계가 거시 경제 정책이 변경될 때마다 변경되는 경향이 있다고 주장했다. 이는 거시경제 정책의 변화가 거시경제의 미시경제학을 변경하지 않는다는 가정을 사용하여 정책 변화의 효과를 예측하는 데 미시적 기반 모델이 더 적합하다는 것을 의미한다.
솔루션 측면에서는 대표 에이전트를 사용한 DSGE 모델링이 문헌 중 가장 널리 사용되었다. 이 접근 방식은 "미시경제적 분석 수준과 거시경제적 수준의 분석이 일치하도록 한다. 단일 대리인, 효용을 극대화하는 개인은 예를 들어 은행, 소비자 또는 기업이 될 수 있는 전체 부문을 나타냅니다." 따라서 DSGE 모델링은 미시 경제 이론과 거시 경제 이론을 모두 연결하여 미시 기초의 기초를 구현한다.
현대 주류 경제학은 전적으로 DSGE 모델에 기초하고 있다고 제안된다. 따라서 미시적 기초의 중요성은 DSGE와의 동의어 관계에 있다.

## 같이 보기
- 미시경제학
- 거시경제학
- 거시경제 모델